# Мечеть Салах ад-Дин
Мечеть Салах ад-Дин, датируемая XIII или XIV веком, находится в столице Йемена Сане, восточной части Старого города. Минарет мечети построен в конце XVI века оттоманским пашой Синаном, во времена первой османской оккупации.

## Описание мечети
Минарет относится к достаточно распространённому типу минаретов Старого города столицы Санаа, для которых характерно строительство из обожжённого глиняного кирпича (так называемого ajurr) и декорирование плинфой. Еще одна отличительная черта минаретов столицы Санаа — это визуальное расчленение конструкции.
База-основание минарета Салах аль-Дин кубической формы. Следующая секция имеет 8 граней с вертикальными линиями. Ромбовидный узор из плинфы покрывает уже гладкую плоскость минарета, при этом опять же деля участок на две части. Причём нижняя часть этого декоративного пояса кажется более насыщенной и более интересной, — ромбики плавно переходят в стилистические зигзаги, которые придают некий объем рисунку, резко обрываясь контрастом сплошного зубчатого пояса. Выше располагаются 5 «поясков» из ромбов, которые дополнительно как бы вытягивают в длину минарет. Балкон отделяет 8-гранный «ярус», увенчанный ребристым куполом. Минарет при своей достаточной толщине кажется легким и воздушным, устремленным, как и положено, ввысь.
В мечети Салах ад-Дин в 1391 году похоронен имам Аль-Насир Мухаммед Салах аль-Дин. Мечеть была построена по его инициативе (значит построена во второй половине XIV века).
Недалеко от мечети Салах аль-Дин (Восточная часть Старого города) находится мечеть аль-Мадраса с минаретом немного старше — начала XVI века (1519—1520). Эти минареты весьма схожи узором. Например, вместо пяти поясов из ромбов — 2 и 2 половинчатых. И минарет аль-Мадрасы ниже. Поэтому кажется более толстым.